# Воуватусъярви
Воуватусъярви (фин. Vouvatusjärvi, Ваггатем, норв. Vaggatem) — озеро на границе Норвегии и России в долине реки Паз. Административно входит в Мурманскую область России и коммуну Сёр-Варангер Норвегии. Площадь 33,87 км², из них 4,88 в России. Расположено на высоте 51,9 м над уровнем моря.
Озеро относится к бассейну Баренцева моря, связывается с ним рекой Паз. Питание озера в основном снеговое и дождевое. Рельеф берега в основном равнинный. Лесные массивы на берегах состоят в основном из берёзы и сосны. На озере в северо-западной части выделяется крупный залив Нурдвестбукта (целиком в Норвегии). На озере несколько островов, крупнейшие: Чевессуоло, Сколтехолмен, Бьёрнхолмен и Крукхолмен. Озеро по реке Паз вверх соединяется с озером Хеюхенъярви, а по реке вниз с озером Каттоламполо. В южную часть озера вдается полуостров Хьеррингнесет, а в северную полуостров Лангнессет, отделяющий от озера Нурдвестбукту.
На озере расположены норвежские населённые пункты Муруд, Эмануэльбеккен и Скугли. Российских населённых пунктов на озере нет. Вдоль восточного берега южной части озера проходит российская автодорога 47К-089, вдоль западного норвежская автодорога 8850.